# Солонец (Ярославская область)
Солонец — село в Ярославском районе Ярославской области России,  входит в состав Курбского сельского поселения. 

## География
Расположено на берегу реки Которосль в 15 км на восток от центра поселения села Курба и в 23 км на юго-запад от города Ярославль.

## История
Каменная церковь в селе построена в 1805 году на средства прихожан, в ней было два престола: Благовещения Пресвятой Богородицы и Богоявления Господня.
В конце XIX — начале XX село входило в состав Курбской волости Ярославского уезда Ярославской губернии.
С 1929 года село входило в состав Меленковского сельсовета Ярославского района, с 1944 по 1957 год — входило в состав Курбского района, с 2005 года — в составе Курбского сельского поселения.

## Население
| 1859 | 1914 | 2007 | 2010 |
| ---- | ---- | ---- | ---- |
| 90   | ↗103 | ↘0   | ↗7   |

## Достопримечательности
В селе расположена действующая Церковь Благовещения Пресвятой Богородицы (1805).